# Faz Tempo
"Faz Tempo" é uma canção da cantora brasileira Ivete Sangalo que esteve primeiramente presente em seu quarto álbum de estúdio, Clube Carnavalesco Inocentes em Progresso (2003). Logo depois em 2004, Sangalo regravou a música, agora em versão ao vivo, para seu primeiro álbum ao vivo, MTV Ao Vivo e essa versão foi lançada como single nas rádios do Brasil, em agosto do mesmo ano.
"Faz Tempo" é uma composição de Gigi e Fabinho O'Brian, que também escreveram o single anterior, "Flor do Reggae". A balada pop rock fala sobre um amor que já não está dando mais certo, mas que os protagonistas não conseguem deixar um ao outro. A versão do álbum recebeu críticas positivas, enquanto a versão ao vivo tornou-se um sucesso nas paradas, alcançando a posição de número 3.

## Antecedentes e lançamento
"Faz Tempo" foi escrita por Gigi e Fabinho O'Brian para o quarto álbum de estúdio da cantora, Clube Carnavalesco Inocentes em Progresso (2003). Após o imenso sucesso de "Sorte Grande" (primeiro single do álbum), a Universal Music tentou lançar algumas canções para substituí-la como segundo single. A primeira tentativa foi a canção "Você e Eu, Eu e Você (Juntinhos)", que foi cantada em agosto de 2003 no Criança Esperança de 2003 e foi tema do comercial da Grendha Ivete Sangalo. Após ser esnobada, a gravadora preferiu investir numa música mais "carnavalesca", optando por "Azul da Moda". A canção foi apresentada em outubro, no Teleton de 2003 e entrou na coletânea Axé Bahia de 2004, mas também não chamou atenção.
No dia 30 de dezembro, Sangalo cantou a canção "Faz Tempo" no É Show, significando que iria lançá-la como single. Mas a cantora preferiu esperar o lançamento do seu primeiro álbum ao vivo, MTV Ao Vivo (2004), e após o primeiro single, "Flor do Reggae", Sangalo lançou a versão ao vivo de "Faz Tempo" como segundo single do álbum, em agosto do mesmo ano.

## Composição e letra
"Faz Tempo" é composição de Gigi e Fabinho O'Brian, os mesmos compositores do single anterior, "Flor do Reggae", e da canção "Penso" (do álbum Festa (2001). "Faz Tempo" é uma balada pop rock, com forte uso de violão em sua composição e uma levada um pouco mais agitada, mais roqueira, com direito a breques de teclados e bateria de trio-elétrico. A canção é uma balada sobre não amar mais uma pessoa e tentar deixá-la saber dos seus sentimentos, o que é evidenciado nas partes, "Já não se sabe o momento exato de partir, não quero me entregar tão cedo/ Aquele amor que eu senti quando te conheci, não tá rolando mais faz tempo" canta Sangalo.
Mesmo dando um fim ao relacionamento ("Cada momento que passamos, juro, foi bom/Mas tudo que acende apaga, e o que era doce se acabou"), a protagonista não consegue abandonar a pessoa amada, como é exposto no refrão: "E quando eu penso em ir embora você não quer me dar razão/Me diz que eu tô jogando fora o amor que tem no coração/Eu fico disfarçando e finjo que não sei/Que em pouco tempo rola tudo outra vez," admite a cantora.

## Recepção
A versão da canção em estúdio recebeu críticas positivas. Para o site Universo Musical, a canção é "outro bom momento do CD." Já para o site Carnaxé, "Ivete interpreta a canção sem excessos, dando a ela a disfarçada tristeza, brilhando no swingue que é 'Faz tempo'."

## Desempenho nas tabelas musicais
| País — Tabela musical (2004)        | Posição de pico |
| ----------------------------------- | --------------- |
| Brasil (Crowley Broadcast Analysis) | 3               |

## Versões
| Versões disponíveis da canção |                               |         |  |
| N.º                           | Título                        | Duração |  |
| 1.                            | "Faz Tempo" (versão estúdio ) | 4:26    |  |
| 2.                            | "Faz Tempo" (versão ao vivo ) | 4:37    |  |
| Duração total:                | Duração total:                | 9:04    |  |